# Gazimur
El riu Gazimur (en rus Газимур) és un afluent de l'Argun, passa per la part nord-oriental d'Àsia. Té una longitud de 592 km i una conca de 12.100 km². Passa pel krai de Zabaikàlie, a Rússia.
Neix a la serralada de Nertxinsk i va al primer tram en direcció nord-est, a través d'una àmplia vall. Després la vall esdevé més estreta i pren una direcció nord - nord-est. Passa per Aleksandrovski Zavod, Kungara i Kurleia. Finalment desemboca per l'esquerra al riu Argun, gairebé a la part on aquest es troba amb l'Amur. El Gazimur no té afluents d'importància. A l'estiu, depenent de les precipitacions, pot desbordar-se i causar inundacions a la regió.